# Narracja (retoryka)

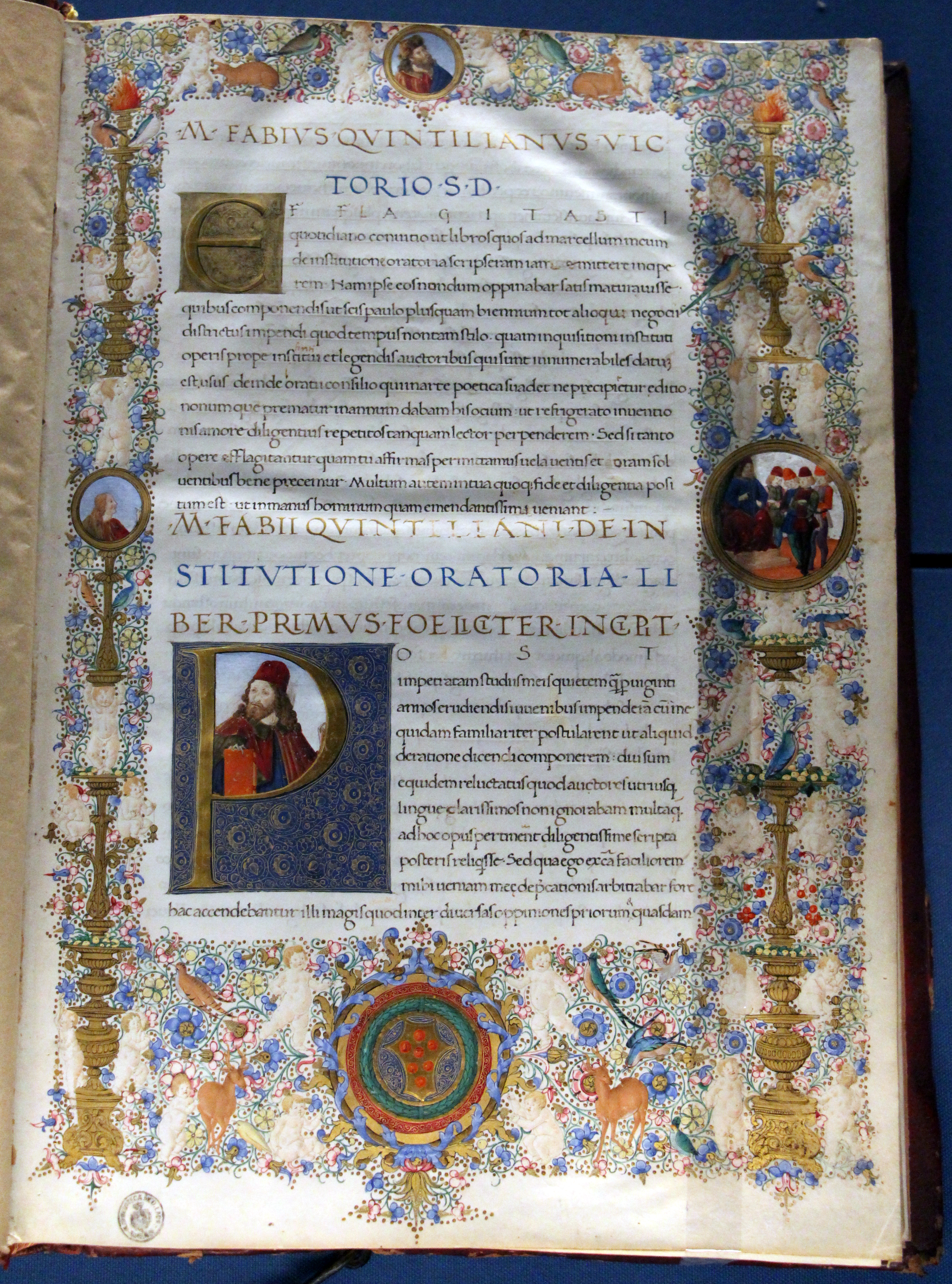
Institutio oratoria (Kształcenie mówcy) – traktat retoryczny z I wieku, w którym Kwintylian skodyfikował naukę o narracji w sposób uważany za obowiązujący także współcześnie. Wydanie florenckie z około 1477 roku.

Narracja (łac. narratio, stgr. πρόθεσις) – druga część wypowiedzi, której zadaniem jest przedstawienie faktów lub pojęć dotyczących omawianej sprawy w taki sposób, aby odbiorca podzielił z mówcą lub pisarzem ich odpowiednią interpretację. Cyceron zdefiniował ją jako wyjaśnienie, będące podstawą wiarygodności argumentacji w danej sprawie. Teorią narracji zajmuje się retoryka.
Nauka o narracji, narratologia, była do XIX wieku wyłącznie częścią retoryki. W XIX i XX wieku rozwijała się nadal w ramach np. semiologii, semantyki, teorii informacji, PR, politologii czy teorii literatury. Współcześnie o osobie wypowiadającej się na jakiś temat często mówi się, że używa określonej narracji. Twierdzenie takie wywodzi się z zasad starożytnej retoryki.
Celem narracji jest, jak to ujął Arystoteles, takie wyjaśnienie faktów, aby odbiorca uwierzył, że były takie właśnie, jak je chce przedstawić mówca.

## Historia

### Starożytność

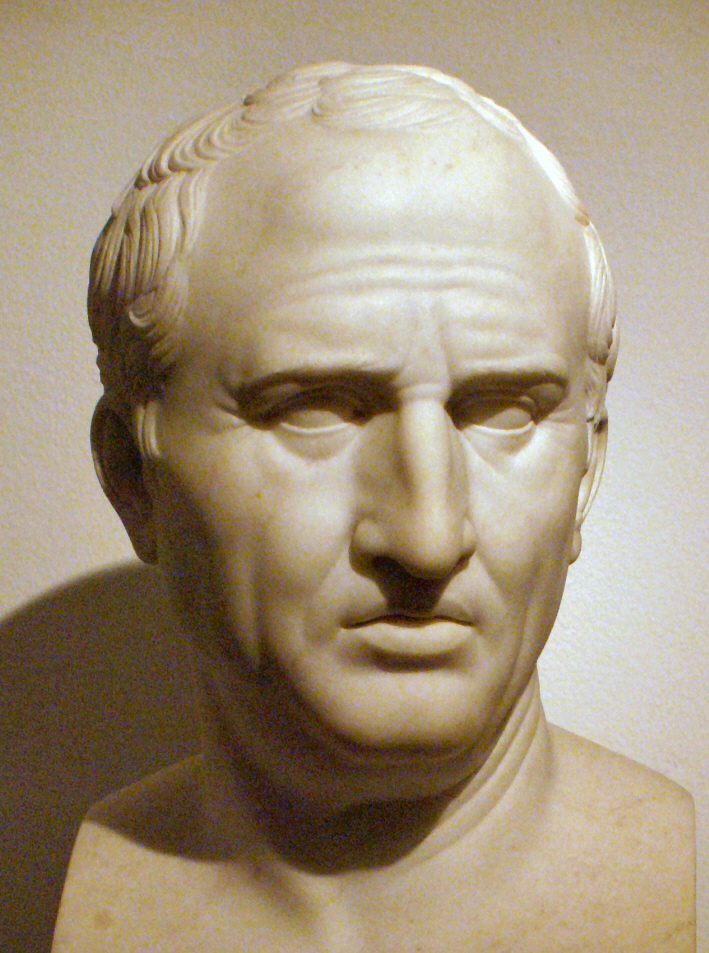
Popiersie Cycerona według rzymskiego oryginału. Bertel Thorvaldsen, Muzeum Thorvaldsena, Kopenhaga

Twórcą nauki o narracji był w IV wieku przed Chrystusem Arystoteles. Pojęcie to wprowadził w Poetyce, a samą problematykę rozwinął w Retoryce. Dla Arystotelesa narracja była sztuką przekonywania za pomocą argumentów historycznych, zarówno prawdziwych, jak i prawdopodobnych oraz fantastycznych. Ustalenia Arystotelesa przytoczył i opatrzył przykładami Hermagoras z Temnos, stoik żyjący na przełomie II i I wieku przed Chrystusem, autor podręcznika Sztuka retoryczna.
Rozbudowane rozważania na temat narracji zawierało najstarsze znane dzieło łacińskie poświęcone retoryce, Retoryka dla Herenniusza. W II i I wieku przed Chrystusem wymowa w republikańskim Rzymie zaczęła odgrywać znaczącą rolę polityczną. Retoryka stała się potężnym narzędziem politycznym i skutecznym środkiem do zdobywania najwyższych stanowisk w państwie. W rzymskim życiu politycznym rola narracji zaczęła wzrastać, co znalazło swoje odbicie w dziełach Cycerona.
Za twórcę dojrzałej i wyczerpującej, obowiązującej także współcześnie teorii narracji, uważa się Cycerona. Uchodzi on za mówcę i pisarza, który najlepiej umiał wykorzystać teoretyczne założenia w działalności publicznej i literackiej.
Rozważania Cycerona na temat narracji zostały rozproszone w różnych jego pracach, przede wszystkim w O inwencji, O mówcy, Brutusie, Mówcy, O najlepszym rodzaju mówców oraz Podziałach retorycznych napisanych w I wieku przed Chrystusem. Zadania zebrania tej nauki w całość, usystematyzowania jej i jasnego wyłożenia podjął się w drugiej połowie I wieku po Chrystusie Kwintylian. Odpowiednie rozdziały w jego Kształceniu mówcy przez wieki były uważane – i przez wielu badaczy uważane są nadal – za podstawowy podręcznik poświęcony teorii narracji.

### Nowożytność
Narracja retoryczna dała w starożytności początek gatunkowi literackiemu, który nazwano romansem. Uważa się go za prekursora współczesnej powieści. Starożytna i nowożytna poetyka, aż do XIX wieku, nie zajmowała się powieścią. Stało się tak, gdyż powieść przez wieki uważano za składnik retoryki, a dokładnie za dłuższą, fikcyjną narrację zapisaną prozą. Był to skutek uboczny kodyfikowania zasad narracji przez retorykę.
Retoryka, we współczesnych naukach diegetycznych, jest nadal uważana za dyscyplinę kodyfikującą wiedzę o prozie narracyjnej, która w anglosaskiej terminologii nosi nazwę fiction – czyli o powieści lub opowiadaniu rozważanych na poziomie rodzaju literackiego (a nie gatunku, gdzie powieść nazywa się novel a opowiadanie story).
W XIX wieku badania nad narracją przejęły inne dyscypliny nauki. Sztuką prawidłowego rozumowania zajęła się logika, ocenę odbiorców z punktu widzenia wywołania odpowiedniej interpretacji faktów przejęła psychologia, wiedzą o odbiorcy zajęła się socjologia. Literacka część teorii narracji została rozdzielona pomiędzy różne specjalności filologiczne – gramatykę, teorię literatury, prozaikę, stylistykę, poetykę historyczną, publicystykę itp. Wiele współczesnych dyscyplin nauki stanowi spadek po teorii narracji, a badacze używają terminologii retorycznej często bez świadomości, jakie są jej źródła.
Badania nad narracją rozwijają się nadal w ramach nauk diegetycznych, semiologii, semantyki czy teorii informacji. Sztuka narracji używana jest w dyskusjach, polemikach, propagandzie, PR czy reklamie. W dobie środków masowego przekazu oczywiste jest zainteresowanie narracją jako elementem sztuki perswazji.

## Narracja jako część wypowiedzi
Narracja jest jedną z części wypowiedzi. Klasyczne dzieło retoryczne składa się z pięciu części: wstępu (exordium), narracji (narratio), argumentacji (probatio), refutacji (refutatio) i zakończenia (conclusio).
Po grecku druga część wypowiedzi zwała się πρόθεσις, co na łacinę tłumaczono jako propositio, a więc przedstawienie stanu rzeczy. Jednak takie rozumienie nie wystarczało łacińskim retorom, gdyż ich zdaniem mówca winien wdać się bardziej obrazowo w okoliczności sprawy, czyli zastosować amplifikację. Dlatego Cyceron zmienił nazwę tej części wypowiedzi na narratio.
Cyceron w De inventione podał najkrótszą definicję narracji: narratio est rerum gestarum aut ut gestarum expositio („narracja to przedstawienie tego co się wydarzyło, albo wydarzyć się mogło”). Rozwinął tę definicję Kwintylian: narracja polega na przekonującym przedstawieniu tego, co albo się stało, albo względem czego zachodzi domniemanie, iż miało miejsce; albo też jest mową informującą o tym, na czym zasadza się kwestia. Obaj podkreślali, że narracja jest szczegółowym przedstawieniem faktów, do których autor nawiązał wcześniej we wstępie.
Zdaniem rzymskich teoretyków, po zapewnieniu sobie życzliwości i uwagi we wstępie, retor powinien za pomocą narracji przygotować odbiorców na najważniejszą część wypowiedzi, czyli przedstawienie argumentów przemawiających za jego tezą. Stąd narracja znajdowała się w chronologii wypowiedzi tuż przed argumentacją.
Odpowiednie przedstawienie faktów i wprowadzenie właściwych (z punktu widzenia celu wypowiedzi) pojęć, buduje grunt pod przyjęcie przez odbiorców tezy stawianej przez retora. Odbiorca ma podzielić z mówcą lub pisarzem odpowiednią interpretację. Narracja jest więc uważana za podstawę dla uznania wiarygodności argumentacji w danej sprawie. Cyceron ujął to twierdzenie w Podziałach retorycznych słowami: narracja jest rozwiniętym wyjaśnieniem rzeczy oraz jakby pewnym składem i fundamentem zaufania, które należy umocnić podczas późniejszego dowodzenia tezy.

## Amplifikacja narracji
Wynajdywania, gromadzenie i selekcja faktów należą do działu retoryki zwanego inwencją. Jednak konstrukcja narracji i jej stylistyczne opracowanie należą do działu dyspozycji. Cele narracji można było bowiem osiągnąć dzięki zastosowaniu odpowiednich tropów i figur retorycznych, które składały się na zjawisko amplifikacji.
Amplifikacja znaczy dosłownie powiększenie. W retoryce oznacza wszelką zmianę objętości i ważności w relacji między faktami i przedstawieniu faktów w stosunku do rzeczywistych proporcji. Jest więc zarówno powiększaniem, jak pomniejszaniem i przekształceniem faktów oraz pojęć będących przedmiotem narracji.

### Narracja nieamplifikowana
Teoria retoryki dopuszcza zastosowanie prostej narracji, wprowadzającej do wypowiedzi podstawowe, obiektywne definicje pojęć i krótką, rzeczową relację o bezspornych faktach. Taka nieamplifikowana narracja określana jest najczęściej terminem sucha i zalecana jest tylko w przypadku, gdy autor jest pewien, że odbiorcy podzielają jego poglądy na temat historii rozważanego problemu. W żadnej z mów Cycerona nie występuje narracja nieamplifikowana. Jego zdaniem nie wypełniała ona bowiem funkcji estetycznej, podstawowej dla właściwego ułożenia wypowiedzi.

### Kryteria zastosowania amplifikacji
Autor, który zamierza udowodnić dowolną tezę, staje przed dylematem, w jaki sposób potraktować fakty, które podczas narracji dowodzonej tezie przeczą. Najprostszym sposobem jest pominięcie niewygodnych pojęć, wydarzeń czy osób a przedstawienie jedynie tych, które tezę wspierają. Zdaniem teoretyków retoryki, takie postępowanie jest błędne, gdyż naraża ono autora na zarzut kłamstwa, powoduje obniżenie wiarygodności i prowadzi do łatwego odrzucenia dowodzonych twierdzeń przez stronę przeciwną.
Zadaniem autora jest więc, podczas narracji, przedstawienie w miarę pełnego stanu zagadnienia, który jest przedmiotem wypowiedzi. Fakty lub pojęcia, które sprzyjają tezie, należy odróżnić od faktów i pojęć niewygodnych stosując zasadę amplifikacji.

### Narracja amplifikowana
Przekształcając ważność faktu lub relacji między faktami, autor winien wdać się w sześć okoliczności wymienianych przez teorię retoryki – osobę, przyczynę, miejsce, czas, materię i rzecz.
Na przykład gdy dwaj politycy dokonali identycznych czynów i w konsekwencji złamali prawo, a wypowiedź ma za zadanie jednego z nich bronić, a drugiego krytykować, można stosować różne sposoby amplifikacji narracji. Rozróżniało się amplifikację co do osoby (np. uczciwy polityk – złośliwy politykier), co do przyczyny (poświęcił się dobra ojczyzny – kombinował we własnym interesie), co do miejsca (argumentował na zgromadzeniu – spiskował w spelunkach ze stronnikami), co do czasu (całe dnie poświęcał pracy dla dobra ojczyzny – po nocach realizował swój plan); co do materii (starał się uczynić jak najlepiej – postępował umyślnie i perfidnie) a dopiero na sam koniec co do rzeczy (zapracowany przypadkowo się pomylił – bezwstydnie i celowo zamachnął się na obowiązujące prawo).
Amplifikacja narracji jest więc przejściem od przekazu implicite do jego formy explicite, co w praktyce oznacza powiększanie lub pomniejszanie winy lub zasługi zależne od punktu widzenia strony i wyboru rodzaju retorycznego.

### Sposoby amplifikacji
Kwintylian podzielił, stosowane przez Cycerona i innych retorów, sposoby amplifikacji narracji na cztery grupy. Były to uwypuklenie (incrementum), porównanie (comparatio), domniemanie (ractocinatio) i kumulacja (congeries). Celem ich zastosowania było skłonienie odbiorców do przyjęcia takiej interpretacji faktów, która była dogodna dla retora przed podjęciem właściwego dowodzenia tezy.

#### Uwypuklenie
Uwypuklenie (incrementum) polega na zwiększaniu objętości wypowiedzi i stopniowaniu wartości słów. Jeżeli, na przykład, autor chce skłonić odbiorców do przyjęcia takiej interpretacji faktów, zgodnie z którą jeden z polityków odegrał bardzo pozytywną rolę, należy zwiększyć liczbę poświęconych mu zdań, ograniczając te, w których przytaczano fakty dotyczące innych polityków – niezależnie od obiektywnych proporcji. Stopniowanie słów poświęconych temu politykowi polega nie tylko na stopniowaniu gramatycznym, ale także merytorycznym, przykładowo poprzez zamianę przymiotnika mądry na genialny. Stopniowanie merytoryczne dotyczy rzeczowników, przymiotników, czasowników i przysłówków.
Kwintylian, omawiając uwypuklenie, czerpał przykłady z dzieł Cycerona. Pierwszy rodzaj powiększenia i pomniejszenia występuje w samym słowie, którym określa się rzeczy, gdy na przykład o człowieku zbitym mówimy, że jest „zabity”, o niegodziwym, że jest „rozbójnikiem”, i odwrotnie – o tym, który uderzył, mówimy, że „dotknął”, o tym, który zranił, że „zadrasnął”. Przykład obu tych środków, użytych razem, znajdujemy w mowie „Za Celiuszem”: „Jeżeli ona jako wdowa żyła swobodnie, jako kobieta zalotna – rozpustnie, jako bogata – rozrzutnie, lubieżna – niczym ladacznica, to czy mogłem mężczyznę, który powitał ją zbyt poufale, uważać za cudzołóżcę?” Bezwstydną kobietę Cyceron nazwał ladacznicą, a o tym, który długo był jej kochankiem, powiedział, że „powitał ją zbyt poufale”.

#### Porównanie
Porównanie (comparatio) to zestawienie treści narracji z faktami, pojęciami czy osobami, które nie są tematem wypowiedzi. Opowiadając, na przykład, o działaniach dwóch polityków, z którego jednego należy pochwalić a drugiego zganić, można pierwszego z nich przyrównać do Kazimierza Wielkiego a drugiego do Hitlera – chociaż nie ma to bezpośredniego związku z tematem wypowiedzi.
Niekiedy porównanie przyjmowało postać bardziej skomplikowaną, czego przykłady podał Kwintylian: Podwyższając bowiem to, co znajduje się niżej, niechybnie podnosi się to, co jest położone od niego wyżej, jak to widzimy u tegoż Cycerona i w tym samym miejscu: „Gdyby ci się to zdarzyło przy stole i podczas którejś z owych ohydnych pijatyk, któż nie uważałby tego za obrzydliwe? Ale to stało się na zgromadzeniu narodu rzymskiego”. I w Katyliniarce: „Na Herkulesa, gdyby moi niewolnicy tak się mnie bali, jak ciebie boją się twoi współobywatele, uznałbym za konieczne opuścić swój dom”. Czasem trzeba przytoczyć przykład faktu pozornie podobnego i pokazać, że to, co mamy wyolbrzymić, jest czymś poważniejszym; tak też uczynił Cyceron w mowie „Za Kluencjuszem”: oznajmiwszy, iż pewna kobieta z Miletu przyjęła pieniądze od dalszych spadkobierców za spędzenie płodu rzekł: „Na jakże większą karę zasłużył Oppianik takim samym przestępstwem. Przecież owa kobieta, zadając gwałt własnemu ciału, siebie sama naraziła na cierpienia, on zaś zrobił to samo, ale zadając ból i cierpienia cudzemu ciału”.

#### Domniemanie
Domniemanie, rozumowanie lub wniosek przez koniekturę (ractocinatio) oznacza pozornie błędną narrację, która powoduje sprzeciw odbiorcy i skłania go do wyciągnięcia wniosków zgodnych z założeniami autora. Amplifikację przez domniemanie należy więc zakończyć niespodziewaną puentą. Najbardziej znanym przykładem tego sposobu amplifikacji narracji było – przytaczane w podręcznikach – przedstawienie wielu faktów świadczących o odwadze i męstwie Galów, które prowadziło do puenty o niezwykłej roli jaką odegrał Juliusz Cezar. Narracja taka nie amplifikowała przymiotów Galów, ale czyny Cezara.
Kwintylian objaśnił domniemanie, które określał jako „rozumowanie”, na przykładzie inwektywy rzuconej podczas narracji przez Cycerona wobec Marka Antoniusza w drugiej Filipice. Tego rodzaju amplifikacja jest umieszczona w jednym miejscu, a jej skutek znajduje się w drugim; wzmacnia się jedną rzecz, by spotęgować drugą; drogą rozumowania słuchacz dochodzi do tego, co chcemy wyolbrzymić. Cyceron chcąc wytknąć Antoniuszowi opilstwo i wymioty powiedział: „Ty z takim gardłem, z takimi piersiami, z taką gladiatorską odpornością całego ciała”. Co mają piersi i gardło do opilstwa? Te szczegóły wcale nie są zbędne; bo dzięki nim możemy oszacować ilość wina, jaką musiał pochłonąć na weselu Hippiasza, skoro nie mógł jej znieść i strawić mimo tej gladiatorskiej odporności ciała. Jeśli więc z jednej rzeczy wnioskuje się o drugiej, to określenie „rozumowanie” nie jest ani nie trafne, ani niezwykłe, i z tego samego powodu stosujemy je jako termin oznaczający jeden z rodzai sprawy. Tak też jest, gdy amplifikacja wywodzi się z tego, co następuje, ponieważ taka była gwałtowność zwracanego wina, że te wymioty nie były przypadkowe ani zamierzone, lecz przymusowe, i to w chwili najmniej stosownej, a zrzucany pokarm nie był, jak to się czasem zdarza, świeży, tylko przyjęty poprzedniego dnia.

#### Kumulacja
Stos lub kumulacja (congeries) to nagromadzenie w narracji synonimicznych słów lub wyrażeń oraz różnie brzmiących, ale tożsamych co do sensu zdań. Przy stosowaniu stosu zalecana jest ostrożność, gdyż może on stać się zarówno wadą, jak i zaletą wypowiedzi. Wadą jest, gdy nudzi odbiorców gadulstwem, natomiast zaletą, gdy rozgęszcza trudny i niejasny tekst.
Przykłady stosu podał Kwintylian, cytując fragmenty dzieł Cycerona: do amplifikacji można również zaliczyć kumulację słów i zdań, które oznaczają ten sam przedmiot. Bo chociaż nie tworzą one gradacji wertykalnej, to jednak ich przedmiot zyskuje na sile dzięki tej, że tak powiem, pryźmie: „Co bowiem, Tuberonie, robił twój obnażony miecz w bitwie pod Farsalos? W czyje piersi godziło jego ostrze? O co chodziło twemu orężowi? Przeciw komu były skierowane twoje myśli, oczy, ręce, plomienny zapał? Czego pragnąleś? Czego sobie życzyłeś?” Ten chwyt jest podobny do figury, zwanej synatroizmem, ale w niej chodzi o nagromadzenie wielu rzeczy, tu o powielenie jednej. Ta postać amplifikacji zawiera zazwyczaj także element wzrostu, a to dlatego, że każde użyte w niej wyrażenie jest mocniejsze od poprzedniego. „Był tam obecny odźwierny więzienia, kat pretora, morderca i postrach sprzymierzeńców i obywateli, liktor Sekstiusz”. Takie same są sposoby pomniejszania; bo tyle samo jest stopni do wchodzenia, co i do schodzenia. I dlatego poprzestanę tu na jednym tylko przykładzie, jest nim miejsce, gdzie Cyceron tak mówi o wystąpieniu Rullusa: „Tylko kilku tych, co stali najbliżej niego przypuszczało, że chciał on coś powiedzieć o ustawie rolnej”.

## Typy narracji
Za Cyceronem teoria retoryki rozróżnia dwa typy narracji, w których należy zastosować amplifikację – narrację historyczną oraz narrację filozoficzną.

### Narracja filozoficzna
Narracja filozoficzna obejmuje wyjaśnienie trudnych dla odbiorcy pojęć, których użycie jest niezbędne dla wyjaśnienia sprawy. Objaśnia się przede wszystkim te wyrazy, które są dla tematu podstawowe. Narracji filozoficznej używa się wówczas, gdy przedmiotem debaty są skomplikowane problemy moralne, naukowe czy prawne. Amplifikując pojęcia, można z ich pomocą przygotować grunt pod odpowiednie tezy. Pojęcia złamanie prawa można, na przykład, amplifikować na działanie dla dobra ogółu lub przeciwnie, jako zamach stanu. Kwintylian przestrzegał jednak, by narracja taka nie przypominała wykładu, nie była nudna, nadmiernie rozbudowana czy zawiła.
Przykładem narracji filozoficznej w literaturze polskiej jest Kazanie pierwsze Piotra Skargi. Autor kierował je do nowo wybranych posłów, którzy głosili, że będą mądrze kierować państwem. Skarga udowadniał tezę, że mądrość nie wynika z samego faktu wyboru, a tylko niektórzy z posłów nabędą ją poprzez doświadczenie w rządzeniu (nie tyło myślenim, ale działanim i dotykanim się rzeczy, i długim doświadczenim roście i nabywa się mądrość do rządów ludzkich). Mówca nie zastosował narracji historycznej, gdyż sprzeczne z zasadami retoryki było wypominanie braku mądrości odbiorcom. Dlatego zdecydował się na bardzo długą narrację filozoficzną, w której amplifikował pojęcie mądrości używane przez posłów (mądrość taką, jaką tenże Apostoł opisał: ziemską, bydlęcą i diabelską), aby w następnej części kazania móc udowodnić, że prawdziwa mądrość jest cechą dostępną nielicznym, zdobywaną przez doświadczenie.

### Narracja historyczna
Narracja historyczna to wyjaśnienie przedmiotu sprawy poprzez przedstawienie dziejów problemu. Jest to więc przedstawienie aktualnego stanu badań, czy też omówienie źródeł. Podstawą narracji historycznej powinny być fakty, które należy poddać amplifikacji, przygotowując grunt pod odpowiednie tezy. Rozróżnia się narrację historyczną co do osób i co do zdarzeń.
Przykładem, często przytaczanym w podręcznikach, była krótka narracja z Maniliany. Cyceron chciał tą mową przekonać senat do przyznania dowództwa nad wojskami Pompejuszowi. Ułożył narrację w kilku rzeczowych zdaniach, które zręcznie ukrywają pojawiającą się pod koniec amplifikację (autor przypisał „wszystkim” własną opinię). Zacznę moją mowę od tego, skąd cała sprawa bierze początek. Jest to ciężka i niebezpieczna wojna wydana waszym sprzymierzeńcom przez dwóch potężnych królów – Mitrydatesa i Tygranesa. Mniemają oni, że się zdarzyła sposobność do opanowania Azji. Zacni rycerze rzymscy, którzy tam łożą ogromne summy na pobór dochodów publicznych, odbierają codziennie listy z Azji, z których dowiadujemy się, że w Bitynii, która jest teraz waszą prowincją, wiele wsi spalono; że królestwo Ariobarzana, graniczące z wam podległymi krajami, dostało się całkiem pod moc nieprzyjacielską; że Lukullus, dokonawszy wielkich rzeczy, zbiera się do opuszczenia tamtych stron; że jego następca nie ma w pogotowiu dosyć sił do prowadzenia tak wielkiej wojny; że wszyscy sprzymierzeńcy i obywatele życzą sobie i pragną jednego tylko człowieka mieć wodzem w tej wojnie, bowiem tylko jego lęka się nieprzyjaciel, a nikogo innego. Widzicie, o co rzecz idzie – zważcie teraz, co czynić należy.

## Odmiany narracji
Arystoteles, a za nim Cyceron, wyróżnili trzy odmiany (gatunki) narracji, które różnią się stosunkiem do prawdziwości i prawdopodobieństwa przedstawianych faktów – historię, fabułę oraz argument.
Chociaż teoria retoryki dopuszczała mieszanie tych trzech odmian w jednej wypowiedzi, to Cyceron zalecał stosowanie tylko jednej z nich, w zależności od tematu oraz celu mowy. Przy wypowiedziach doradzających zalecano stosowanie fabuły lub argumentu. Przy wypowiedziach odnoszących się do czasu przeszłego, które oskarżały lub broniły, nadto dowodziły, że coś jest prawdziwe lub nieprawdziwej, właściwsze było użycie historii. Natomiast podczas pochwały i nagany możliwe było zastosowanie historii lub argumentu. Wybór odpowiedniej odmiany był w dużym stopniu zależny od możliwości zastosowania amplifikacji przy omawianiu konkretnego problemu.
Kwintylian zalecał rozpoczynanie nauki retoryki od ćwiczeń w układaniu tych trzech odmian narracji. Teraz już zacznę omawiać ćwiczenia, które, moim zdaniem, stanowią pierwsze obowiązki nauczycieli szkół retorycznych, a odłożę trochę na później to, co w języku ogółu wyłącznie rozumie się przez sztukę retoryczną. Mam zaś wrażenie, że w najbardziej właściwy sposób można tu rozpoczynać od rzeczy, zbliżonych w pewnym stopniu do tych ćwiczeń, które chłopiec przerabiał w szkole gramatycznej, to jest od opowiadań. Otóż przyjmujemy trzy rodzaje narracji. Są to mianowicie: fabuła, to jest podanie, którego tematy znajdujemy w tragediach i pieśniach poetyckich, dalekie nie tylko od prawdy, ale nawet od prawdopodobieństwa; dalej argumentum, to jest przedstawienie, zmyślone, ale podobne do prawdziwego obrazu życia, występujące w utworach komediowych; i wreszcie historia, to jest opis dziejów. Z tych zaś opowiadania z zakresu poezji przydzieliliśmy już szkole gramatycznej, wobec czego u retora powinno się zaczynać od opowiadań historycznych, mających o tyle większe znaczenie, o ile historia bliższa jest rzeczywistości.
Współczesna teoria narracji nadal używa podziału wprowadzonego przez Arystotelesa i Cycerona. Na przykład we współczesnym komunikacie reklamowym, który po wstępie powinien zawierać amplifikowaną narrację, wykorzystuje się ramowe schematy wypełnione treścią, które pokrywają się ze starożytnym podziałem na narrację w odmianie historii, fabuły i argumentu.

### Historia
Historia (historia) to relacja o faktach, które się wydarzyły naprawdę a których prawdopodobieństwu, nawet w literackiej wersji relacji o nich, nie sposób zaprzeczyć. Historia jest prawdziwa, ponieważ opowiada o tym, co istotnie się zdarzyło. W teorii narracji nie chodzi jednak o fakty, które wydarzyły się obiektywnie, ale o takie, co do których panuje powszechne przekonanie, że są prawdziwe. Dlatego w starożytności zaliczano do historii np. opowieści o bogach i bohaterach z mitologii grecko-rzymskiej, a w czasach późniejszych opowieści biblijne – niezależnie od ich rzeczywistej wiarygodności.
We współczesnym komunikacie reklamowym narracja w odmianie historii polega, na przykład, na demonstracji sposobu powstania, zasad działania, sposobu użycia lub skuteczności produktu.

### Fabuła
Fabuła (fabula) to relacja o faktach, które nie są ani prawdziwe, ani prawdopodobne. Fabuła jest w tym sensie nieprawdziwa i nieprawdopodobna, ponieważ to, co zostało opowiedziane, nigdy się nie wydarzyło. Retorzy często używali podczas narracji cytatów lub streszczeń dzieł literackich (np. tragedii czy bajek typu ezopowego). Współcześnie tę odmianę stosuje się rzadziej, na przykład opierając narrację na jakimś utworze powszechnie znanym w kulturze masowej. Wartość perswazyjna fabuły opiera się przede wszystkim na autorytecie autora lub dzieła, na które powołuje się retor.
Fabuła we współczesnym komunikacie reklamowym to zazwyczaj schemat wykorzystujący stylizację na dzieło literackie lub bajkę, a w innych przypadkach aluzje lub bezpośrednie nawiązania do bajki lub utworu kultury masowej.

### Argument
Argument (argumentum) to relacjach o faktach, które nigdy się nie wydarzyły, ale które były prawdopodobne. Był więc argument, podobnie jak fabuła, narracją fikcyjną, chociaż nie fantastyczną, lecz realną. Opowiadała o czymś, co nigdy się nie wydarzyło, ale wydarzyć się mogło. Współcześnie nazywa się zwykle taką opowieść alternatywną wizją historii. Klasyczną narracją w odmianie argumentu była rozbudowana wypowiedź na temat tego, że gdyby nie podjęto pewnej decyzji, doszłoby to szeregu faktów, które doprowadziłyby do upadku państwa.
We współczesnym komunikacie reklamowym narracja w odmianie argumentu wykorzystywana jest, między innymi, w schematach problemów domowych, nieoczekiwanych i kłopotliwych zdarzeń, zabawy, kreowania potrzeby bycia coraz lepszym i piękniejszym czy współzawodnictwa.

## Porządki narracji

### Klasyfikacja porządków
Zgodnie z zasadami klasycznej retoryki, fakty przedstawiane w narracji można uporządkować na dwa sposoby – stosując ordo naturalis (porządek naturalny) lub ordo artificialis (porządek sztuczny, artystyczny). W XVII wieku teoretycy retoryki okresu baroku wprowadzili do tej klasyfikacji porządek arbitralny (ordo arbitrarius). Opierał się on na samowolnej, indywidualnej decyzji autora. W XVIII wieku odrzucono ten pomysł jako niezgodny z regułami narracji.

### Porządek naturalny
Porządek naturalny polega na ułożeniu faktów zgodnie z następstwem czasowym lub przyczynowym – w taki sposób, w jaki zazwyczaj opowiada się o nich w mowie potocznej lub wypowiedzi naukowej. Uporządkowanie czasowe faktów, czyli przedstawienie ich zgodne z chronologią wydarzeń, nazywano modus per tempora (sposób według czasu). Przedstawienie faktów zgodnie z zasadą przyczyny i skutku (która niekoniecznie pokrywała się z porządkiem chronologicznym) zwano mudus per incrementa (sposób według wzrostu).

### Porządek sztuczny
Pojęcie porządku sztucznego (artystycznego) wprowadził do teorii narracji Arystoteles. Zauważył on, że tego typu narrację stosował w swoich poematach Homer. Zwolennikiem ordo artificialis był Cyceron, który zwał ją narratio more homerico („narracją w stylu homeryckim”). Narracja sztuczna polega na dekonstrukcji naturalnego następstwa (czasowego lub przyczynowego) i ponownej, artystycznej rekonstrukcji faktów, przez którą tekst zyskiwał nowe wartości.
Najczęściej przytaczanym przykładem porządku sztucznego, były narracje w mowach Cycerona dotyczących spraw kryminalnych. Cyceron, komentując te mowy w swoich pracach teoretycznych, twierdził, że narracja w sprawie kryminalnej nie może być ułożona w porządku naturalnym, ponieważ ujawniając motywy i osobę sprawcy już na początku, zepsułaby cały efekt wypowiedzi. To twierdzenie Cycerona dało impuls do rozwoju narracji artystycznej, rozwiniętej zwłaszcza w późniejszych powieściach, na przykład w powieści kryminalnej.
Obszernie omówił porządek sztuczny Horacy w Liście do Pizonów. Jego zdaniem autor, który stosuje tego typu narrację zawsze pospiesza do celu i porywa słuchacza w środek wydarzeń, tak jakby były mu znane, a gdzie nie ma nadziei, by coś mogło w narracji zabłysnąć, to pomija, i tak zmyśla, tak miesza wymysły z prawdą, aby środek zgadzał się z początkiem, a koniec ze środkiem.
Sformułowanie Horacego, który uważał, że narracja artystyczna powinna rozpoczynać się in medias res („od sedna sprawy”) podjął Kwintylian. Zwrot ten rozpowszechnił się tak bardzo, że stał się określeniem potocznym, chociaż w swoich początkach był fachowym terminem retorycznym.

## Zasady komponowania narracji
Zdaniem Cycerona narracja używana w wypowiedzi retorycznej powinna cechować się trzema zaletami: jasnością, zwięzłością i wiarygodnością.
Jasność (narratio aperta) polegała na odpowiednim dobraniu i ułożeniu faktów, opowiadanie o których wyrazić należało zrozumiałymi dla odbiorców słowami. Zwięzłość (narratio brevis) oznaczała trzymanie się tematu i powstrzymywanie się przed zbytnim wchodzeniem w szczegóły oraz dygresjami. Wiarygodność (narratio probabilis) winna być oparta na logicznym powiązaniu przedstawianych faktów oraz odwołaniu się do wiarygodnych dla odbiorców źródeł. Narracja nie powinna więc być sprzeczna z ogólną wiedzą (loci communes) i mentalnością odbiorcy.
Długość narracji nie była ograniczona i zależała od wielu czynników. Cyceron w niektórych mowach rozbudowywał narrację do ponad połowy długości całego wystąpienia, a w innych ograniczał ją do kilku zdań. Według Arystotelesa, przy ustaleniu odpowiedniej dla wypowiedzi długości narracji, najważniejsze było znalezienie „właściwej miary”: należy więc mówić tyle, ile wymaga wyjaśnienie faktów: tyle by słuchacz uwierzył, że one rzeczywiście zaszły lub wyrządziły komuś szkodę, że były przestępstwem lub, że były takie właśnie, jak je chce przedstawić mówca.

## Narracja a etyka
Od czasów Platona i Arystotelesa trwa w literaturze naukowej spór na temat związku narracji z etyką. Zdaniem Platona autor narracji mógł przekonać odbiorców do takiej wersji wydarzeń, która niekoniecznie była zgodna z prawdą lub zasadami moralnymi. Narracja bowiem – według Platona – chociaż opiera się na faktach, nie jest obiektywną relacją, ale interpretacją faktów uzyskaną poprzez umiejętne zastosowanie amplifikacji.
Arystoteles odpowiedział Platonowi w swojej Retoryce: nonsensem jest, żeby ktoś wstydzić się musiał, jeżeli nie potrafi odeprzeć napaści siłą fizyczną, a nie wstydził się, jeżeli nie może tego zrobić przy pomocy słowa, co jest przecież bardziej właściwe człowiekowi, niż używanie siły fizycznej. Co się zaś tyczy zarzutu, że używając nieuczciwie mocy słowa można bardzo szkodzić, to daje się to samo powiedzieć o wszystkich dobrach ludzkich z wyjątkiem cnoty, a zwłaszcza o tych, które są najpożyteczniejsze, jak siła, zdrowie, bogactwo, sztuka wojskowa. Przynoszą one najwięcej korzyści, jeżeli używa się je w uczciwy sposób, a największą szkodę, jeżeli ktoś używa ich nieuczciwie. 
Arystoteles zgadzał się z obserwacją, że narracja oddzielona od etyki może zostać użyta jako narzędzie szkodliwe. Jednak etyka oparta tylko na faktach, a pozbawiona narracji, okazywała się – jego zdaniem – jedynie martwym zbiorem reguł. Twierdził, że twórcza symbioza etyki i narracji była niezbędnym elementem nauk humanistycznych.
Cyceron podsumował spór Platona z Arystotelesem tezą, zgodnie z którą przy stosowaniu narracji konieczne jest przestrzeganie zasad moralnych. Według Cycerona nie można być idealnym mówcą, nie będąc idealnym człowiekiem. Rzetelny autor musi więc posiadać trzy cechy: należyte wykształcenie ogólne, sprawność w rzemiośle krasomówczym, a także zakorzenione normy moralne.